# Mulie Jarju
Mulie Jarju (Gàmbia, 1957) és un actor espanyol d'origen gambià. A finals de la dècada del 1980 va marxar del seu país amb la intenció d'establir-se a Austràlia, però decidí primer passar per Europa i va anar a Espanya. Es va establir a Mataró, on va aprendre català i castellà i va fer d'actor afeccionat. Va conèixer Montxo Armendáriz, qui el va contractar per interpretar un immigrant il·legal a Las cartas de Alou, amb la que va guanyar la Conquilla de Plata al millor actor al Festival Internacional de Cinema de Sant Sebastià 1990. Després d'aparèixer en algunes sèries de televisió d'ècit com Farmacia de guardia i Los ladrones van a la oficina, Cap el 1995 va participar en El techo del mundo i es va establir a Madrid. Ha aparegut en sèries de televisió com Policias, El comisario, Los Serrano o Hospital Central.

## Filmografia
- Las cartas de Alou (1990)
- El techo del mundo (1995)
- Siempre hay un camino a la derecha (1997)
- El traje (2002)
- Palmeras en la nieve (2015)
- Gigantes (2019)
- Adú (2020)